# Jean-Charles Houzeau

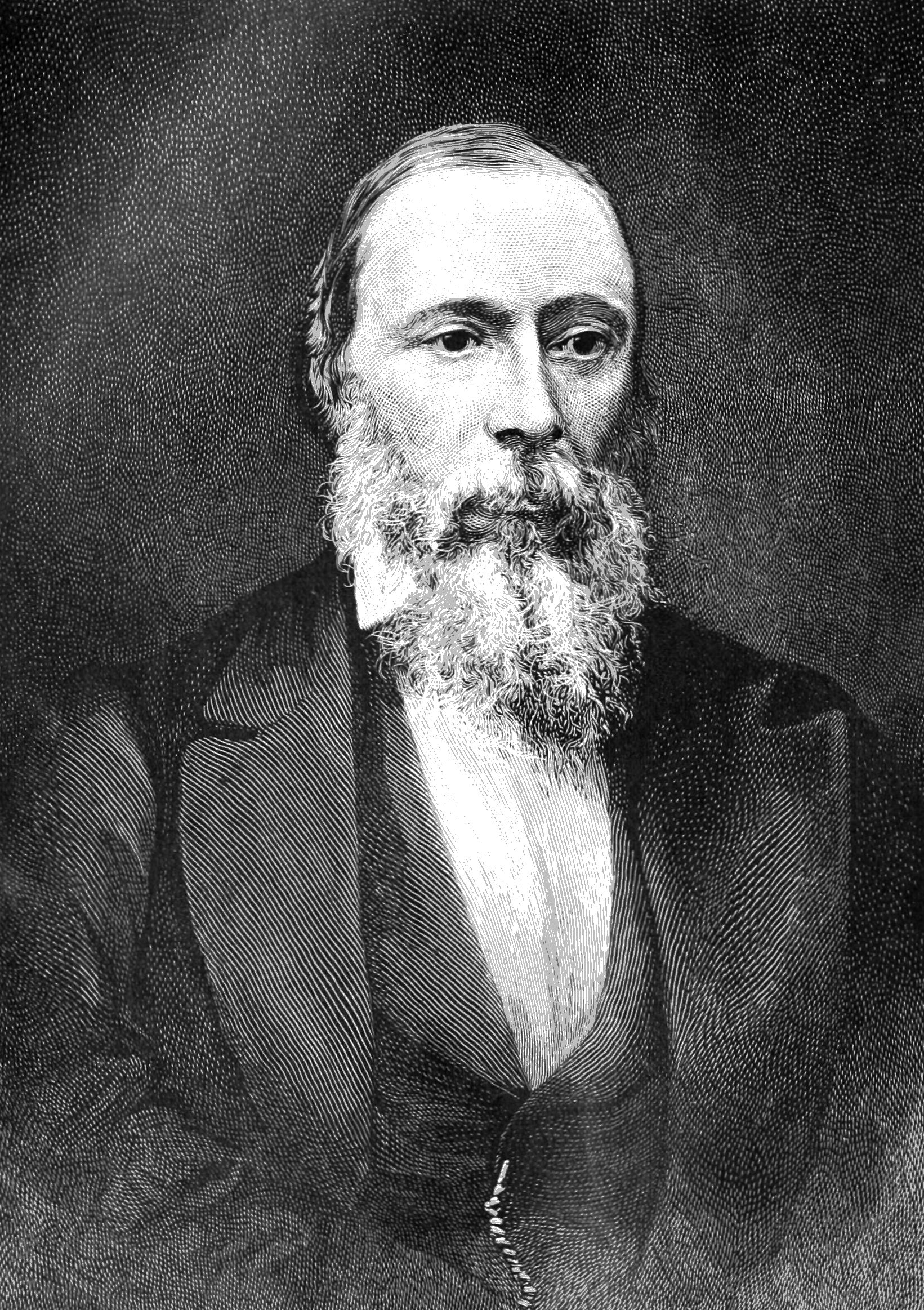
Jean-Charles Houzeau

Jean-Charles Hippolyte Joseph Houzeau de Lehaie (Bergen, 7 oktober 1820 - Schaarbeek, 12 juli 1888) was een Belgisch astronoom, meteoroloog, geofysicus, journalist en avonturier. Hij was autodidact en verbleef lange tijd in de Verenigde Staten waar hij het opnam tegen de slavernij. Bij zijn terugkeer naar België werd hij directeur van de Brusselse sterrenwacht. In die functie leidde hij twee Belgische expedities voor de waarneming van de Venusovergang van 1882 en nam hij de beslissing om de sterrenwacht te verhuizen naar Ukkel.

## Levensloop

### Afkomst en studies
Hij werd geboren als telg van de notabele familie Houzeau, die in de 18de eeuw adelsverheffing had verkregen. Zijn vader Charles-François Houzeau de Lehaie (1791-1885) was een bibliofiel terwijl zijn jongere broer Auguste een bekend politicus zou worden. Hij mag niet verward worden met zijn neef en bamboespecialist Jean Houzeau de Lehaie (1867-1959).
Houzeau volbracht zijn middelbare studies aan het college van zijn geboortestad en kreeg hiervoor een stadsmedaille. Vervolgens ging hij naar de Université libre de Bruxelles waar hij zich inschreef met de intentie om wetenschappen te gaan studeren. Evenals zijn vader was hij eerder een bibliofiel dan een student wat leidde tot een mislukking voor de kandidaatsjury. Met de steun van zijn ouders bleef Houzeau regelmatig vrije colleges volgen aan de École Provinciale des Mines du Hainaut van zijn geboortestad en aan de Universiteit van Parijs. Ondertussen bezocht hij de wetenschappelijke bibliotheken en las hij alles wat over de wetenschappen verscheen. Vooral de astronomie had zijn interesse en hij had zelf een klein observatorium uitgebouwd op het landgoed van zijn ouders.

### Medewerker bij de Brusselse sterrenwacht
Tussen 1838 en 1841 schreef Houzeau ruim 50 wetenschappelijke artikels voor het tijdschrift L'Émancipation over recente uitvindingen, industriële processen, het gebruik van machines en grote openbare werken. Zijn eerste publicatie verscheen in 1839 en handelde over de turbine. In 1844 publiceerde hij in het tijdschrift Astronomische Nachrichten een verhandeling over het zodiakaal licht, het was zijn eerste belangrijke astronomische bijdrage. Naar aanleiding van deze publicatie kon Houzeau aan de slag als losse medewerker van de Brusselse sterrenwacht. Zijn volgende publicaties verschenen in het bulletin van de Koninklijke Academie van België. In 1846 kwam hij definitief in dienst bij de sterrenwacht en werd benoemd tot adjunct-astronoom. Gedurende drie jaar nam hij vele observaties voor zijn rekening maar hieraan kwam abrupt een einde op 6 april 1849 toen hij, ondanks het protest van zijn directeur Adolphe Quetelet, werd ontslagen door minister Charles Rogier omwille van zijn republicanisme. Houzeau was voorzitter geweest van het Pradobanket, dat door de autoriteiten werd beschouwd als een samenzwering.

### Medewerker bij het Krijgsdepot
Met de geldelijke steun van zijn ouders ondernam Houzeau studiereizen naar Duitsland, Zwitserland en Frankrijk en vestigde zich in Parijs waar hij gretig gebruik maakte van de schat aan informatie die de Bibliothèque nationale de France hem bood. Hij publiceerde diverse studies over de astronomie, de geologie en de geografie met in 1854 een belangrijke publicatie over de fysische geografie van België. Op het einde van dat jaar werd Houzeau door generaal Guillaume-Adolphe Nerenburger, hoofd van het Krijgsdepot aangenomen om de leiding te nemen over de astronomische aspecten voor de publicatie van een nieuwe Belgische topografische kaart. In 1856 werd hij lid van de Koninklijke Academie van België nadat hij er in 1854 al corresponderend lid van was geworden. Ondertussen bleef hij eveneens studies publiceren, onder meer over de rotatie van de planeet Uranus en in 1857 publiceerde hij een Europese geologische studie met als titel: Histoire du sol de l'Europe.

### Periode in de Verenigde Staten en Jamaica

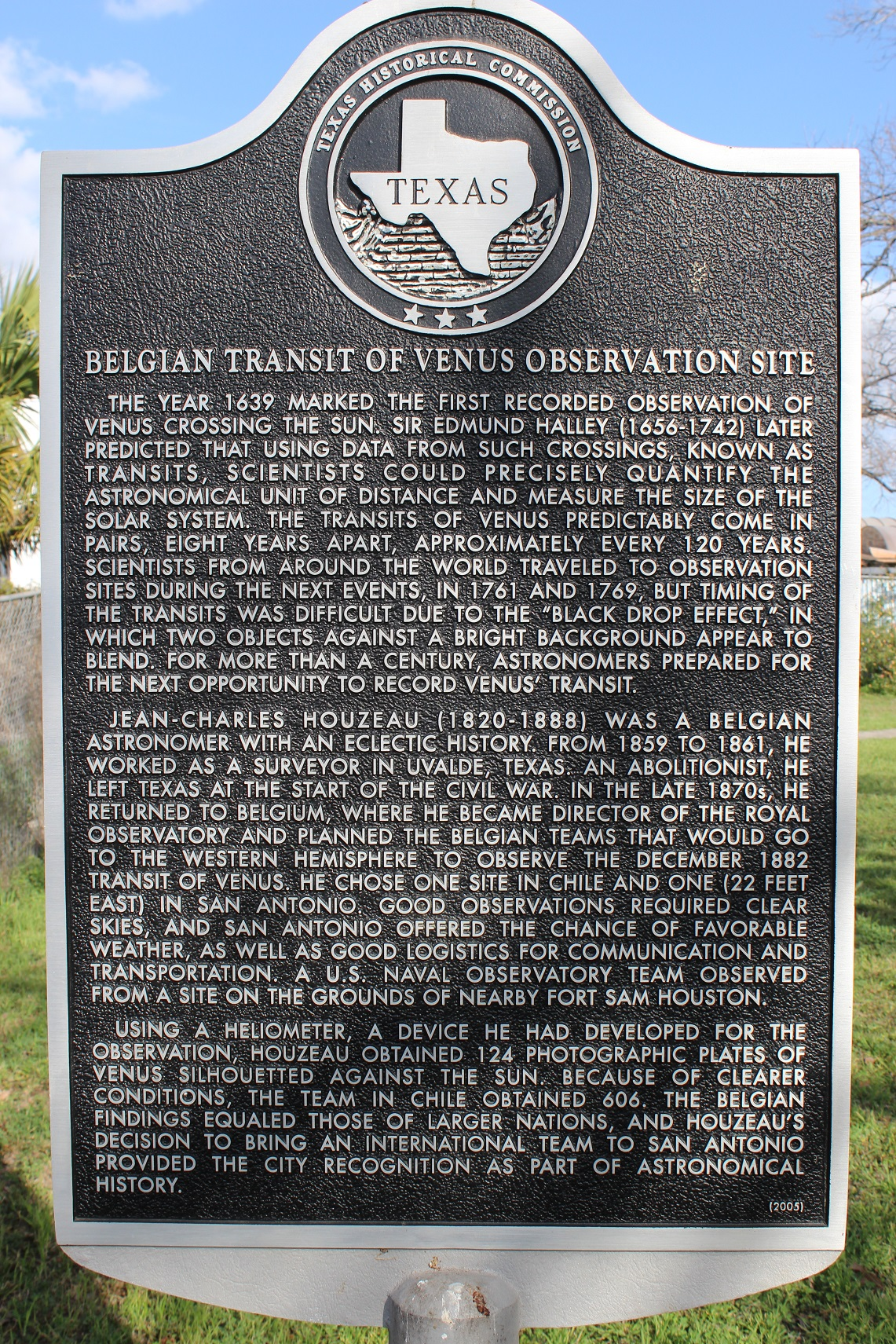
Gedenkplaat in San Antonio (Texas).

In 1857 kwam er een einde aan zijn werk bij het Krijgsdepot en Houzeau vertrok via Londen en Liverpool naar de Verenigde Staten. Na een verblijf van vijf maanden in New Orleans trok hij verder landinwaarts waar hij ten westen van San Antonio, in de buurt van de frontier een ranch uitbaatte. Hij was er actief als frontierman waarbij hij moeilijk toegankelijke gebieden ging verkennen. Door de dreigende houding van de indianen diende hij de streek te verlaten en ging hij naar Austin waar hij aan de slag kon als cartograaf in het leger van de Geconfedereerde Staten van Amerika. Hij nam er al spoedig ontslag omdat hij zich niet kon verzoenen met de slavernij.
Houzeau trok daarna naar Mexico waar hij door bemiddeling van de Amerikaanse consul aan de slag kon als landmeter. Vanwege de Franse interventie in Mexico was de sfeer er te woelig en in 1863 keerde hij terug naar New Orleans. Daar werd hij journalist bij het dagblad L'Union, dat even voordien door de zwarte gemeenschap was opgericht als spreekbuis tegen de heersende slavernij. Hij werd correspondent voor het dagblad in Philadelphia. Nadat het dagblad omgevormd was tot het tweetalige The New Orleans Tribune , keerde hij terug naar New Orleans om de leiding te nemen van de politieke redactie. Als een van de weinige blanken op de redactie werd hij eerst hoofdredacteur en nadien directeur van het dagblad. Na de afschaffing van de slavernij door het Dertiende amendement van de grondwet van de Verenigde Staten, dat in werking trad op het einde van 1865, beschouwde Houzeau enkele jaren later zijn functie bij het dagblad als voltooid.
In juni 1868 vertrok hij naar Jamaica waar hij zich een huis omgeven door een plantage kocht in de omgeving van de hoofdstad Kingston. Hij vond er de juiste omstandigheden om zich opnieuw aan de astronomie te gaan wijden. Hij stuurde zijn studies naar de Belgische academie die ze publiceerde in haar bulletins.

### Directeur van de Brusselse sterrenwacht

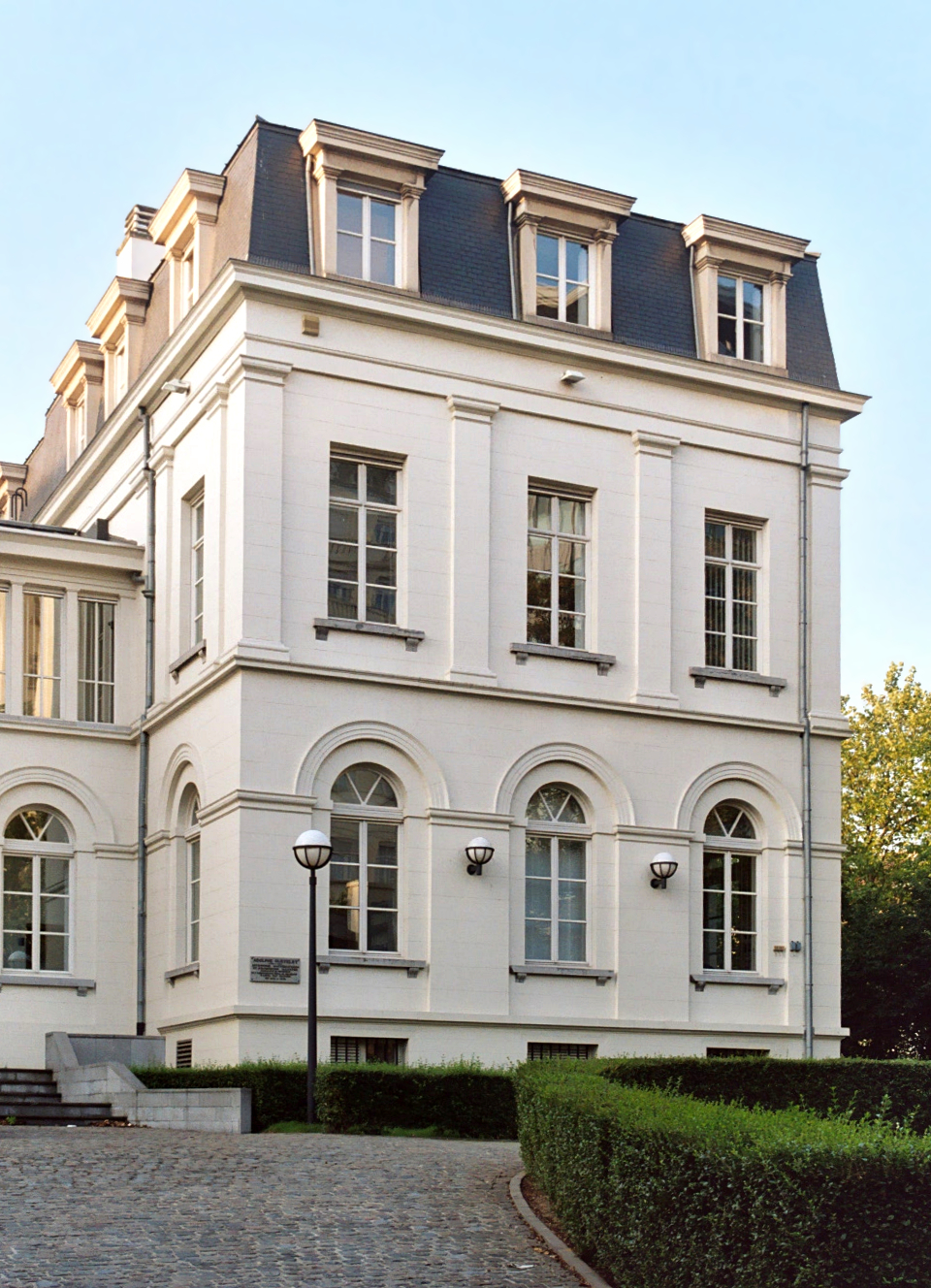
Gebouw van de Brusselse sterrenwacht

Na het overlijden in 1874 van Adolphe Quetelet, directeur van de Brusselse sterrenwacht, kreeg Houzeau informeel de vraag om hem op te volgen. Houzeau twijfelde lang om Jamaica, waar hij de nodige rust had gevonden, te verlaten maar ook de Belgische regering, die hem 25 jaar eerder had ontslagen, was een directeurschap van Houzeau niet echt genegen. Ondertussen had Ernest Quetelet, de zoon van de overleden directeur, de dagelijkse leiding overgenomen. Het was slechts in februari 1876 dat Houzeau, na tussenkomst van koning Leopold II, het directeurschap aanvaardde. Zijn benoeming volgde op 9 maart van dat jaar en op 17 juni ging hij aan de slag bij de Brusselse sterrenwacht.
Tijdens zijn directeurschap veranderde de Brusselse sterrenwacht compleet van gedaante: het aantal personeelsleden verdrievoudigde, vele nieuwe instrumenten werden gekocht, de meteorologische dienst werd gereorganiseerd en er werd gestart met de publicatie van een dagelijks meteorologisch bulletin, een spectroscopische dienst werd opgericht, het tijdschrift Ciel et Terre werd in 1880 opgericht en de bibliotheek werd uitgebreid.
In 1878 keerde Houzeau nog voor een half jaar terug naar Jamaica en Peru om zijn waarnemingen voor zijn publicatie L'Uranométrie générale, dat hij tijdens zijn vroeger verblijf had voorbereid, te kunnen voltooien. Het bevatte een catalogus van ruim 6.000 sterren, gerangschikt volgens grootte, die hij in het zuidelijke halfrond met het blote oog had waargenomen en tevens een atlas waarin de positie van die sterren was opgetekend. Dit werk werd door de Belgische regering bekroond met de Vijfjaarlijkse prijs voor wis- en natuurkunde.
De gebouwen van de sterrenwacht waren intussen te klein geworden en het was Houzeau die de beslissing nam om de sterrenwacht te verhuizen naar Ukkel. Een terrein op het plateau, gelegen tussen het Ter Kamerenbos en het Ukkelse centrum werd aangekocht en de eerste plannen werden getekend. Door administratieve problemen kwam er geen schot in de zaak waardoor Houzeau eind 1883 gedesillusioneerd zijn ontslag aanbood als directeur. Het was pas twee jaar na zijn dood dat de sterrenwacht uiteindelijk naar Ukkel zou verhuizen.

### Observatie van de Venusdoorgang van 1882
Toen hij nog op Jamaica verbleef, stelde Houzeau in 1871 voor om de volgende Venusovergang in 1874 te gaan observeren met een voor die gelegenheid gebouwde heliometer met ongelijke objectieven. Wegens geld- en tijdsgebrek werd de overgang van 1874 niet geobserveerd maar werd gekozen voor deze van 1882. Er werden twee exemplaren van de door hem uitgedachte heliometer gebouwd en Houzeau organiseerde twee expedities om de Venusovergang te gaan waarnemen. Hijzelf nam deel aan de expeditie op het noordelijke halfrond in het Texaanse San Antonio terwijl een tweede expeditie onder leiding van Houzeaus naaste medewerker Louis Niesten naar de Chileense hoofdstad Santiago in het zuidelijke halfrond trok. De resultaten van de waarnemingen werden in 1884 gepubliceerd.

### Nadien
Na zijn ontslag bij de Brusselse sterrenwacht deed Houzeau nog bibliografisch werk. Omstreeks 1880 was hij samen met Albert Lancaster begonnen met een astronomische bibliografische oplijsting die zou uitmonden in de publicatie van drie boekdelen. In 1882 verscheen een eerste deel van 1500 bladzijden die vooral de academische verhandelingen inventariseerde. Het tweede deel met 900 bladzijden verscheen in 1887 en bevatte de gepubliceerde niet-academische werken en een derde deel werd door Lancaster in 1889, een jaar na de dood van Houzeau, uitgegeven en bevatte voornamelijk astronomische waarnemingen.
Houzeau werd verkozen tot voorzitter van de in 1876 opgerichte Société belge de géographie en was corresponderend lid van de Franse Académie des sciences.
Hij stierf op 67-jarige leeftijd in zijn woonplaats Schaarbeek. In Ukkel en Sint-Jans-Molenbeek werden straten naar hem vernoemd. Verder werden de planetoïde (2534) Houzeau, die door Eugène Delporte werd ontdekt, en een maankrater naar hem vernoemd.
De Koninklijke Musea voor Schone Kunsten van België zijn in het bezit van het houtskoolportret van hem dat werd vervaardigd door Eugène Broerman.

## Astronomisch en meteorologisch monument in zijn geboortestad Bergen

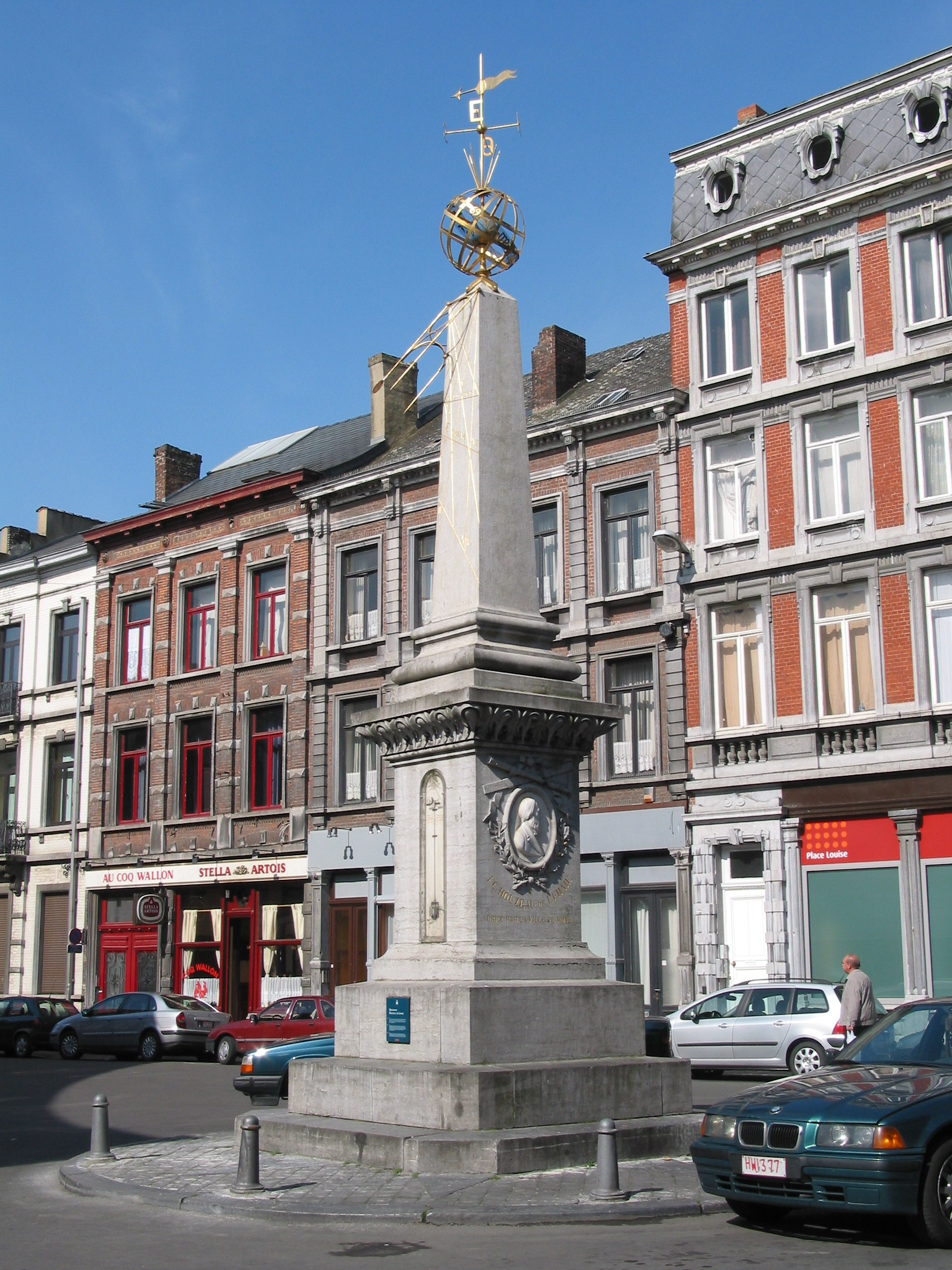
Monument met ter ere van Jean-Charles Houzeau in zijn geboortestad Bergen

In 1890, twee jaar na de dood van Houzeau werd in zijn geboortestad Bergen een gedenkmonument ingehuldigd dat werd opgericht op initiatief van de Bergense industrieel Charles Delnest, die het project ook grotendeels bekostigde.
Het zeven meter hoge gedenkteken doet eveneens dienst als zonnewijzer, thermometer, barometer en windroos. Het monument bestaat uit een hoge sokkel met op de zuidoostelijke flank een nis met een kwikbarometer, op de tegenovergestelde flank bevindt zich een thermometer, op de zuidwestelijke flank  is de geografische positie van het monument vermeld en op de tegenovergestelde flank bevindt zich een medaillon met het portret van Houzeau dat werd vervaardigd door de plaatselijke beeldhouwer Charles Van Oemberg. Op de sokkel staat een vierkante obelisk met op de top een windhaan met bliksemafleider.
In 2005 werd het monument volledig gerestaureerd.

## Publicaties (selectie)
- Des turbines, de leur construction, du calcul de leur puissance et de leur application à l'industrie, 1839
- Sur les étoiles filantes périodiques du mois d'août et en particulier sur leur apparition de 1842, 1845
- Physique du globe et météorologie, 1850
- Règles de climatologie, 1853
- Essai d'une géographie physique de la Belgique, au point de vue de l'histoire et de la description du globe, 1854
- Histoire du sol de l'Europe, 1857
- La terreur blanche au Texas et mon évasion, 1862
- Question de l'esclavage, 1863
- Considérations sur l'étude des petits mouvements des étoiles, 1871
- D’un moyen de mesurer directement la distance des centres du soleil et de Vénus, pendant les passages de cette planète, 1871
- Mon passage à la Tribune de la Nouvelle-Orléans, 1872 (eveneens vertaald in het Engels)
- Études sur les facultés mentales des animaux comparées à celles de l'homme, 1872
- Résumé de quelques observations astronomiques et météorologiques faites dans la zone surtempérée et entre les tropiques, 1875
- Fragments sur le calcul numérique, 1875
- L'Uranométrie générale, 1878
- Traité élémentaire de météorologie, (samen met Albert Lancaster), 1880 (heruitgave in 1883)
- Bibliographie générale de l’astronomie, (twee delen, samen met Albert Lancaster), 1882-1887, het derde deel werd door Lancaster gepubliceerd in 1889
- Le Ciel mis à la portée de tout le monde, 1882
- Vade-mecum de l'astronome, 1882
- Passage de Vénus du 6 decembre 1882.Exposé des résultats faites aux stations belges, à l’aide d’héliometres à foyers inégaux, 1884